# Agaric pintade
Agaricus moelleri
Espèce
Agaricus moelleri, l'Agaric pintade, est une espèce toxique de champignon (Fungi) basidiomycète du genre Agaricus dans la famille des Agaricaceae. Il est caractérisé par son chapeau recouvert de petites squames grises, le jaunissement de sa chair surtout vers la base du pied et son odeur de phénol.

## Taxonomie

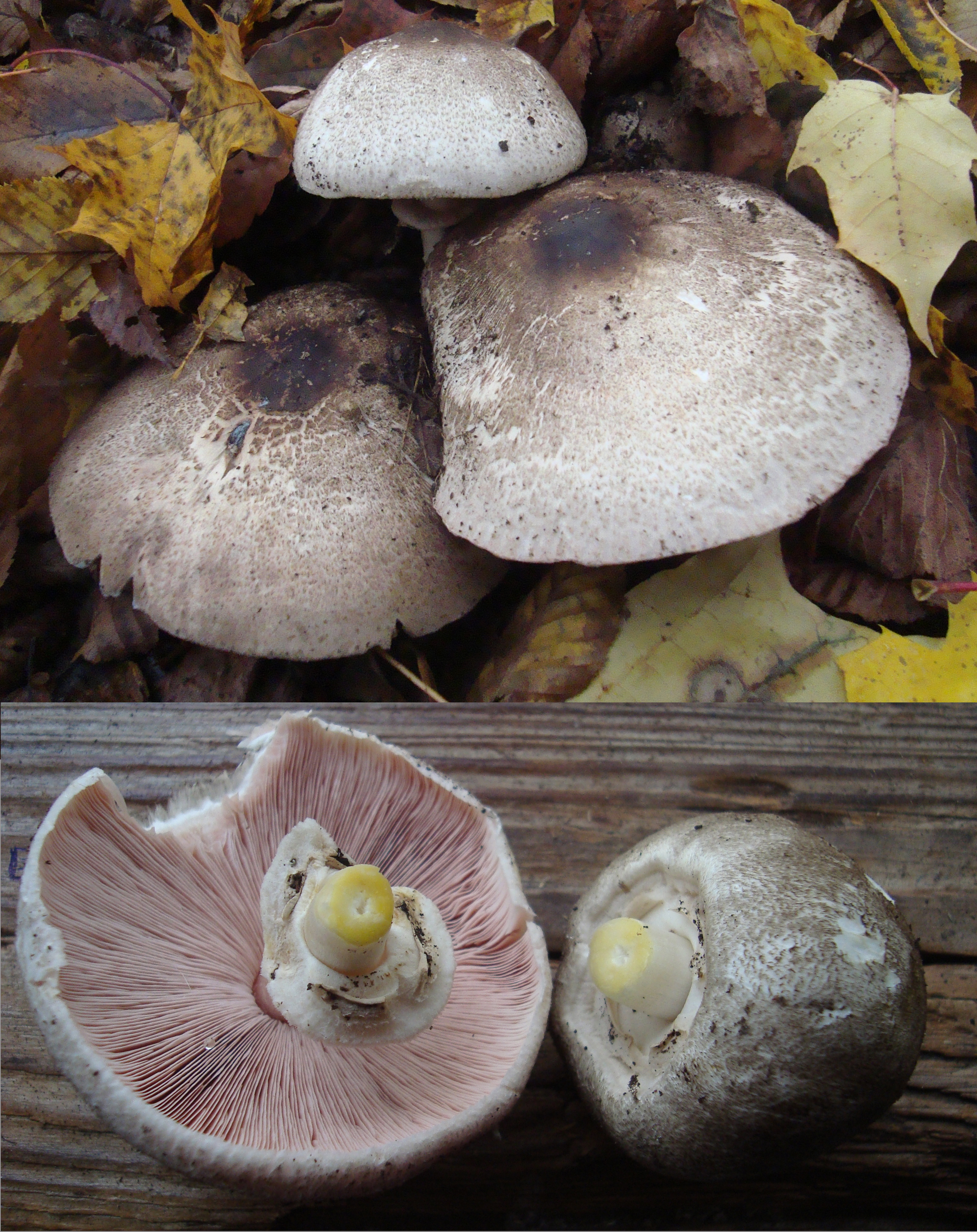
Agaric pintade

Le nom correct complet (avec auteur) de ce taxon est Agaricus moelleri Wasser.

### Synonymes
Agaricus moelleri a pour synonymes :
- Agaricus lepiotoides
- Agaricus meleagris var. obscuratus (Maire) Heinem.
- Agaricus meleagris var. terricolor F.H.Møller
- Agaricus meleagris (Jul.Schäff.) Imbach
- Agaricus meleagris (Jul.Schäff.) Pilát
- Agaricus moelleri var. terricolor (F.H.Møller) P.Roux & Guy García
- Agaricus placomyces var. meleagris (Jul.Schäff.) M.M.Moser, 1967
- Agaricus placomyces var. meleagris (Jul.Schäff.) R.Pascual
- Agaricus placomyces var. terricolor (F.H.Møller) Anon.
- Agaricus placomyces var. terricolor (F.H.Møller) Moser
- Agaricus placomyces var. terricolor F.H.Møller
- Agaricus praeclaresquamosus var. macrosporus Aparici & Mahiques
- Agaricus praeclaresquamosus var. obscuratus (Maire) Quadr. & Lunghini
- Agaricus praeclaresquamosus var. praeclaresquamosus
- Agaricus praeclaresquamosus var. terricolor (F.H.Møller) Bon & Cappelli
- Agaricus praeclaresquamosus A.E.Freeman
- Agaricus preclavesquamosus Freeman
- Agaricus xanthoderma var. obscuratus Maire, 1911
- Agaricus xanthodermus var. obscuratus Maire
- Psalliota meleagris var. obscurata (Maire) F.H.Møller
- Psalliota meleagris var. terricolor F.H.Møller
- Psalliota meleagris Jul.Schäff.
- Psalliota xanthoderma subsp. meleagris (J.Schäffer) J.Schäffer
- Psalliota xanthoderma var. obscurata (Maire) A.Pearson
- Psalliota xanthoderma var. obscurata (Maire) Jul.Schäff.
- Psalliota xanthoderma var. terricolor F.H.Moller

### Phylogénie
Le nom binominal actuel Agaricus moelleri a été publié en 1976 par le mycologue ukrainien Solomon P. Wasser.

### Étymologie
L'épithète spécifique est dédié à Frits Carl Joachim Hansen Møller (1887-1962), mycologue danois.

### Noms vulgaires et vernaculaires
Ce taxon porte en français les noms vernaculaires ou normalisés suivants : Agaric pintade,, psalliote pintade.

## Description du sporophore
C'est un champignon qui présente un pied et un chapeau. Le pied est central. Sous le chapeau, l'hyménophore est constitué de lames libres.
Son chapeau mesure 5 à 15 cm, il est entièrement couvert de petites plaques fibrilleuses gris anthracite à gris-brun plus au moins sombre sur fond pâle, jaunissant plus au moins violemment au toucher.
L'hyménophore est fait de lames libres, gris-rose puis brunes.
Son stipe mesure 6 à 12 cm x 0,7 à 1,5 cm, il est nettement bulbeux, blanchâtre à base jaunissant fortement au toucher, orné d'un anneau blanc peu épais.
La chair est blanche, à jaunissement très vif et rapide (jaune de chrome) dans le bas du pied, faible ou nul ailleurs. Sa saveur est douce et son odeur est chimique, forte et désagréable de phénol, d'iodoforme, d'encre.

### Caractéristiques microscopiques
Ses spores mesurent 4,5 à 6,5 µm × 3 à 4 µm, elles sont elliptiques.

## Galerie

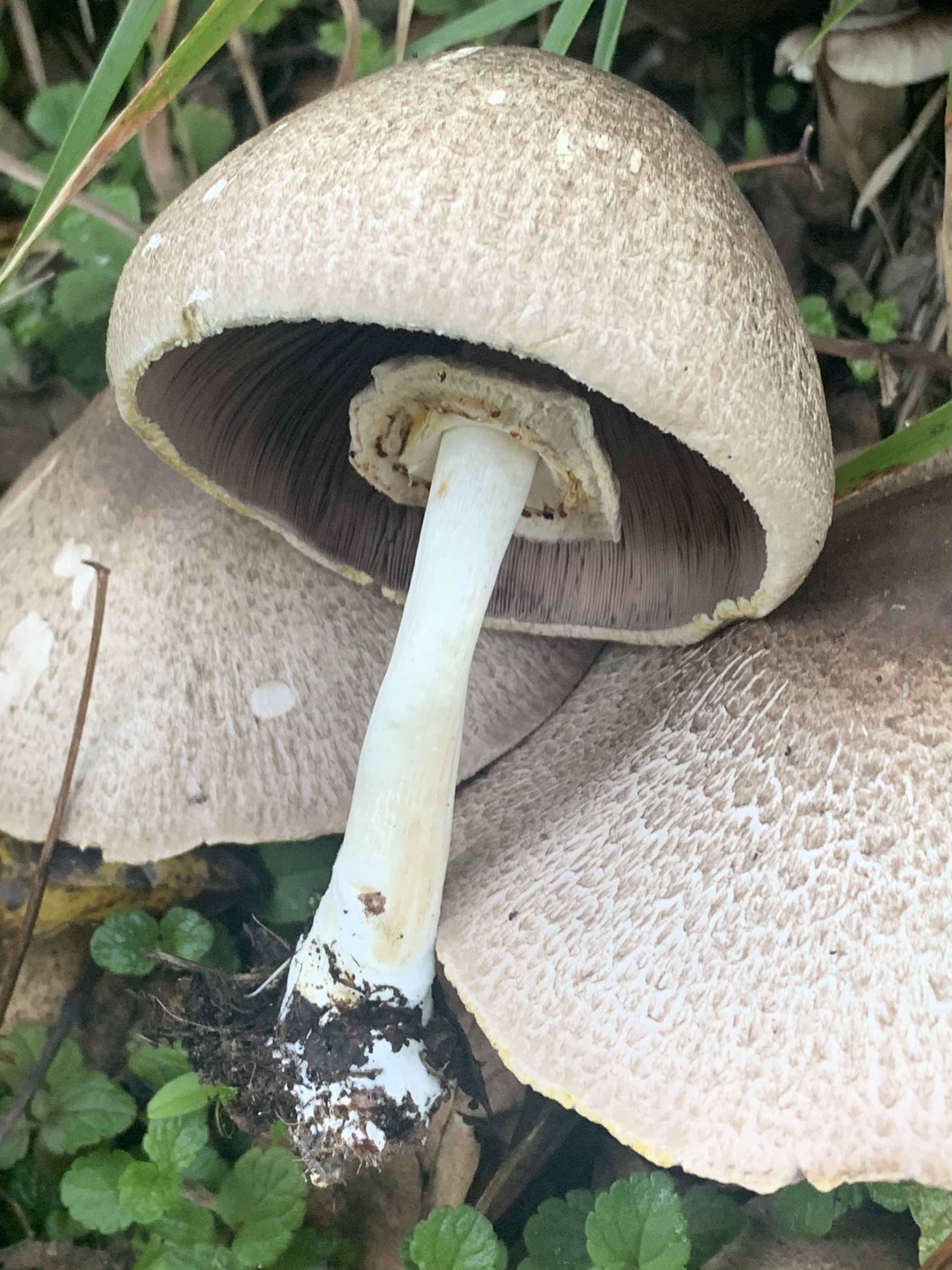
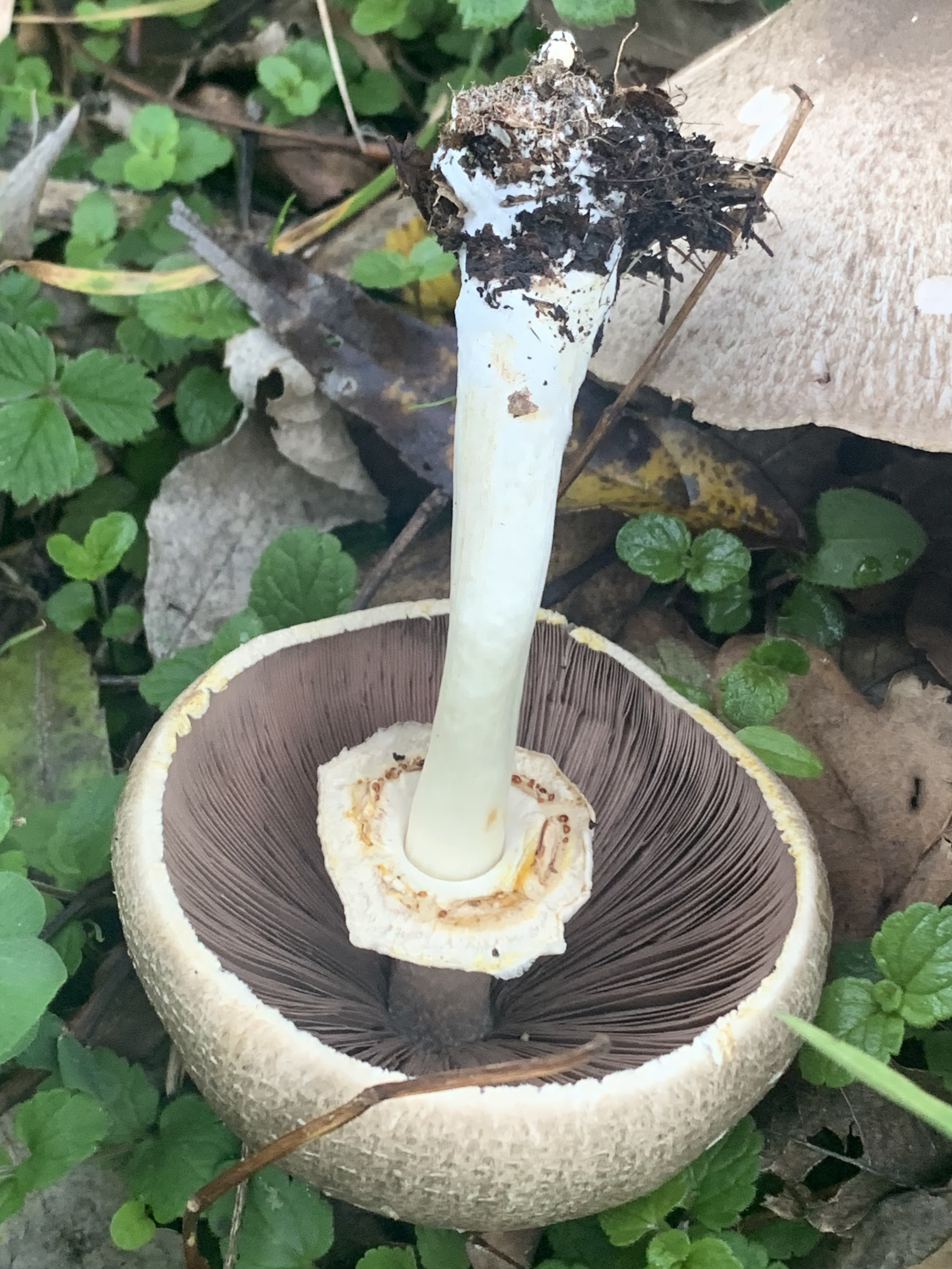
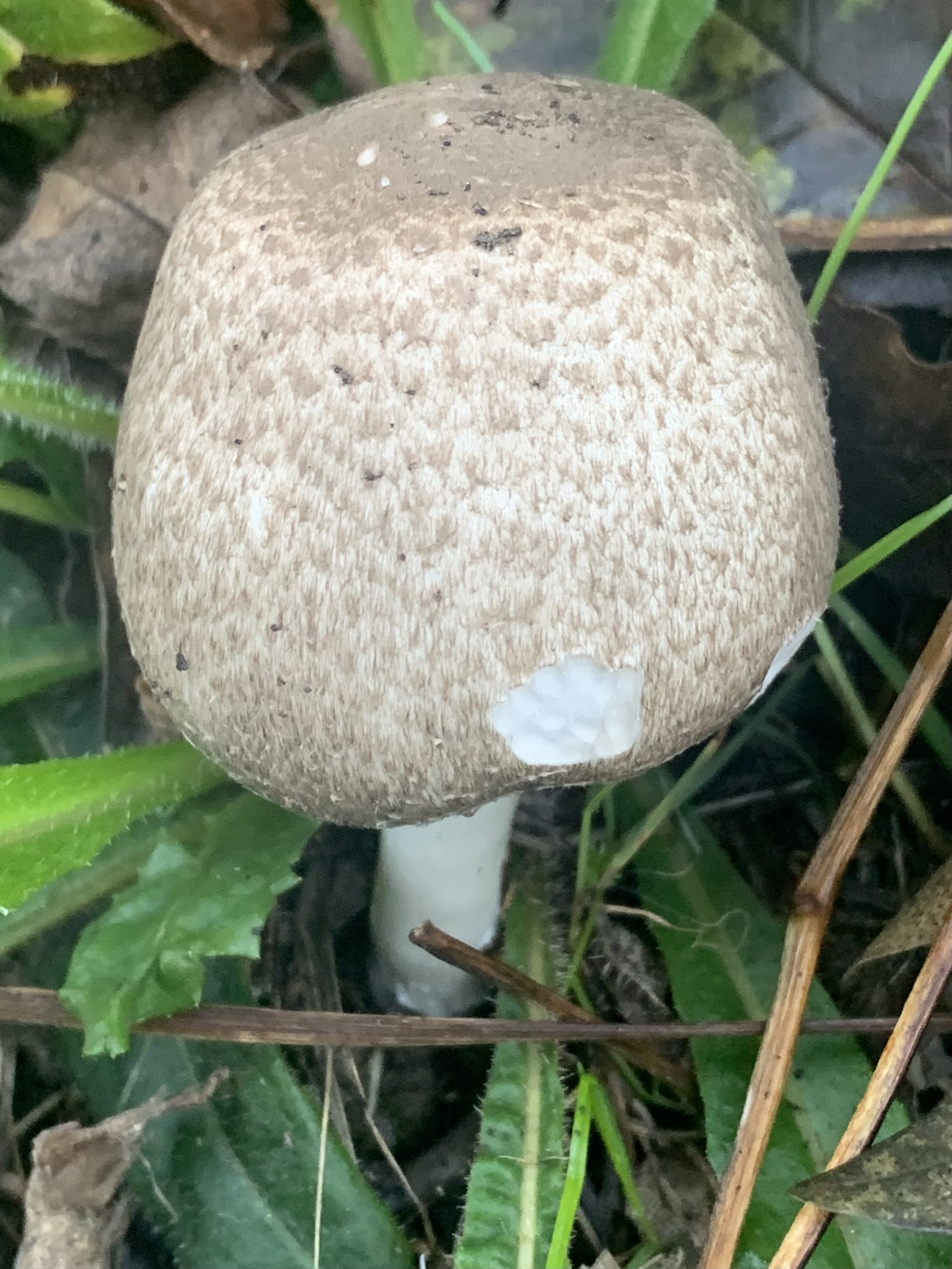
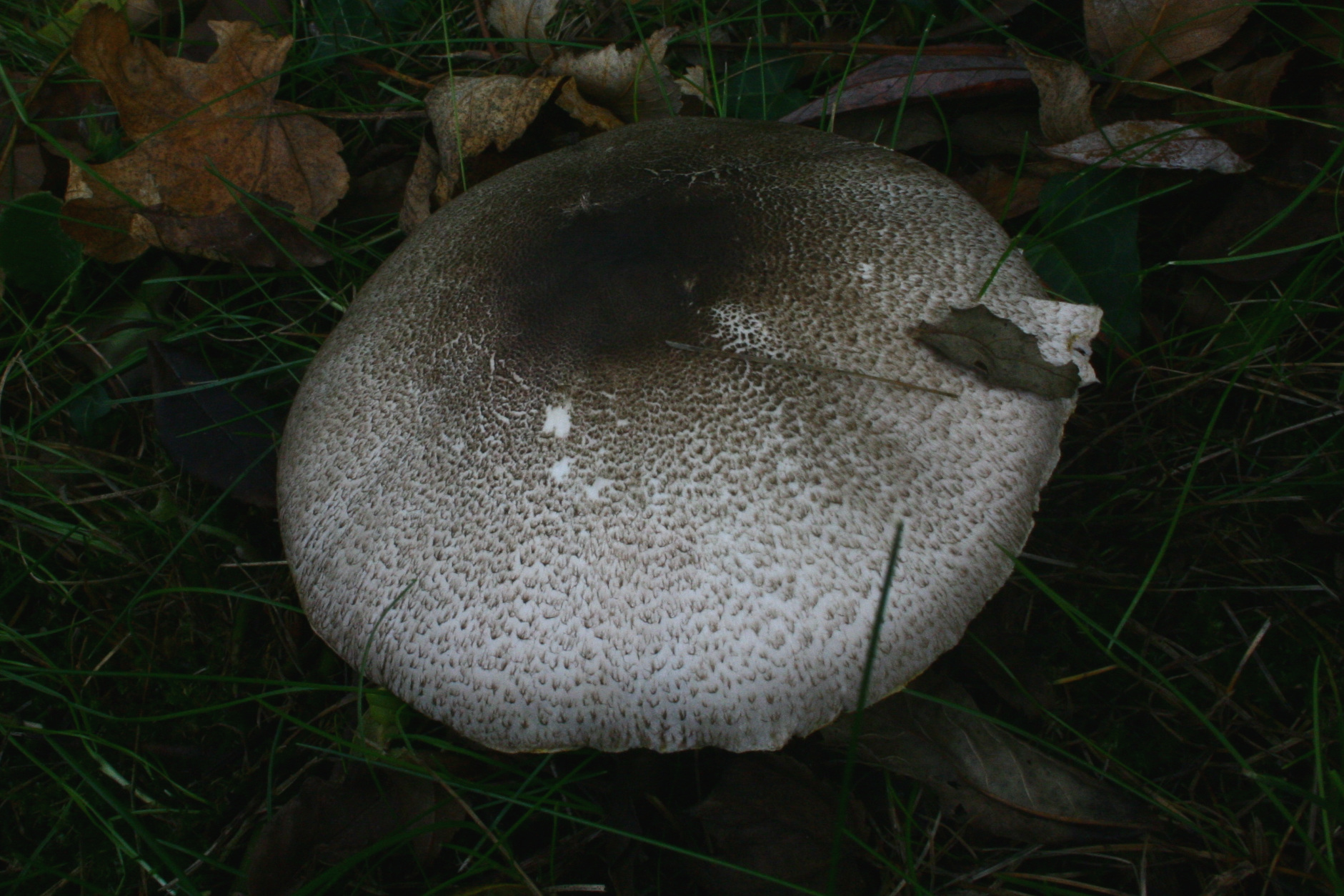
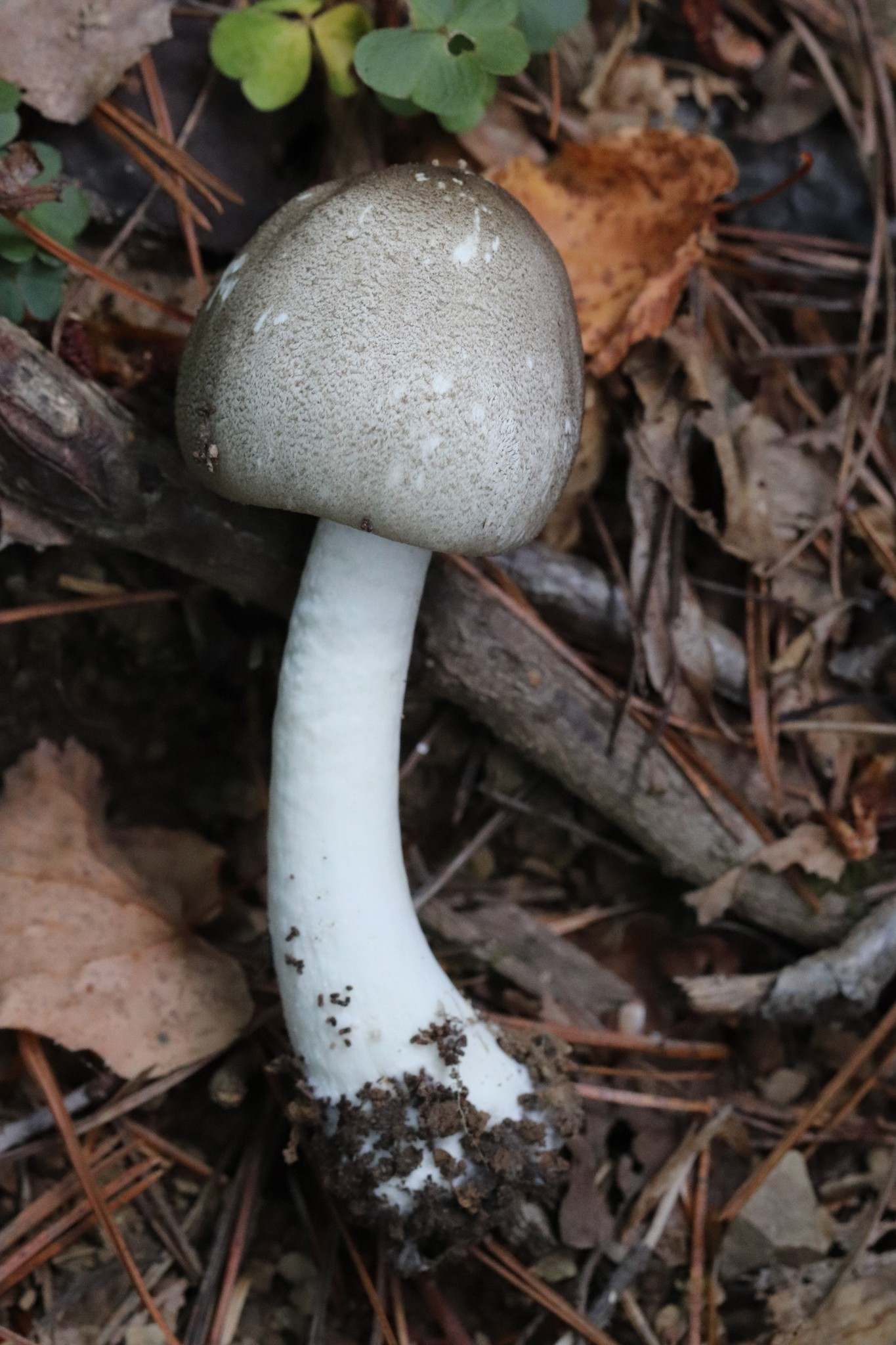
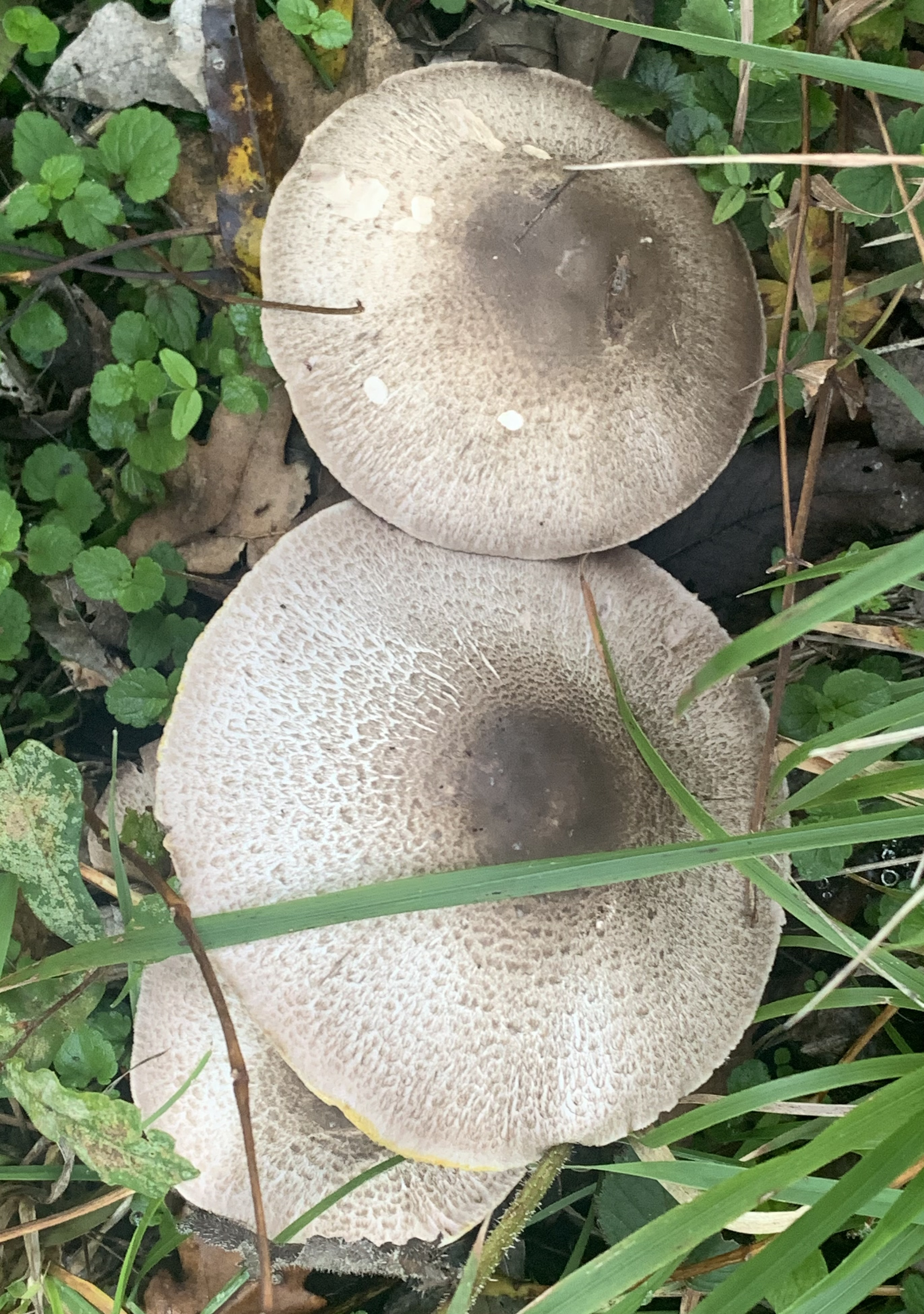
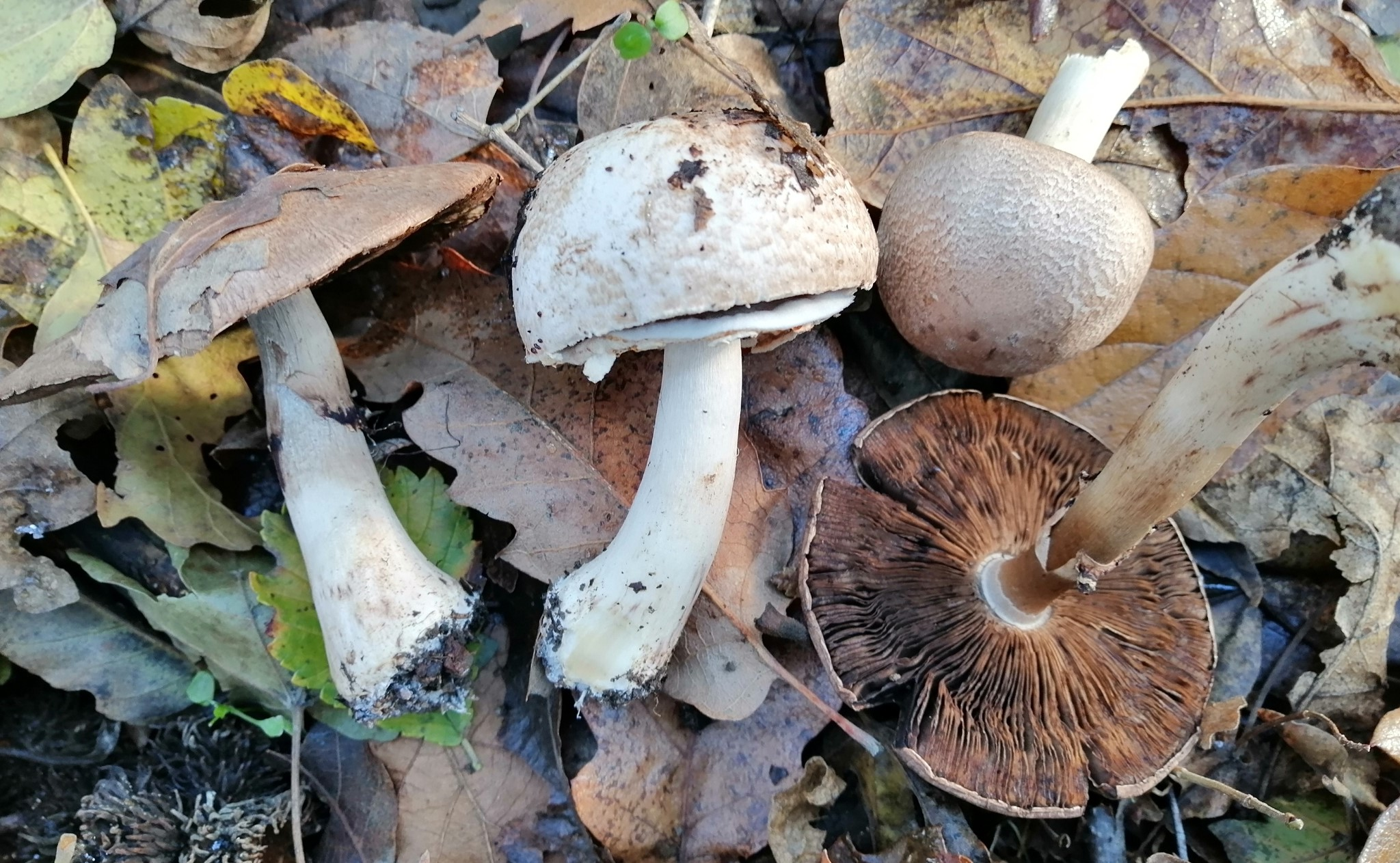
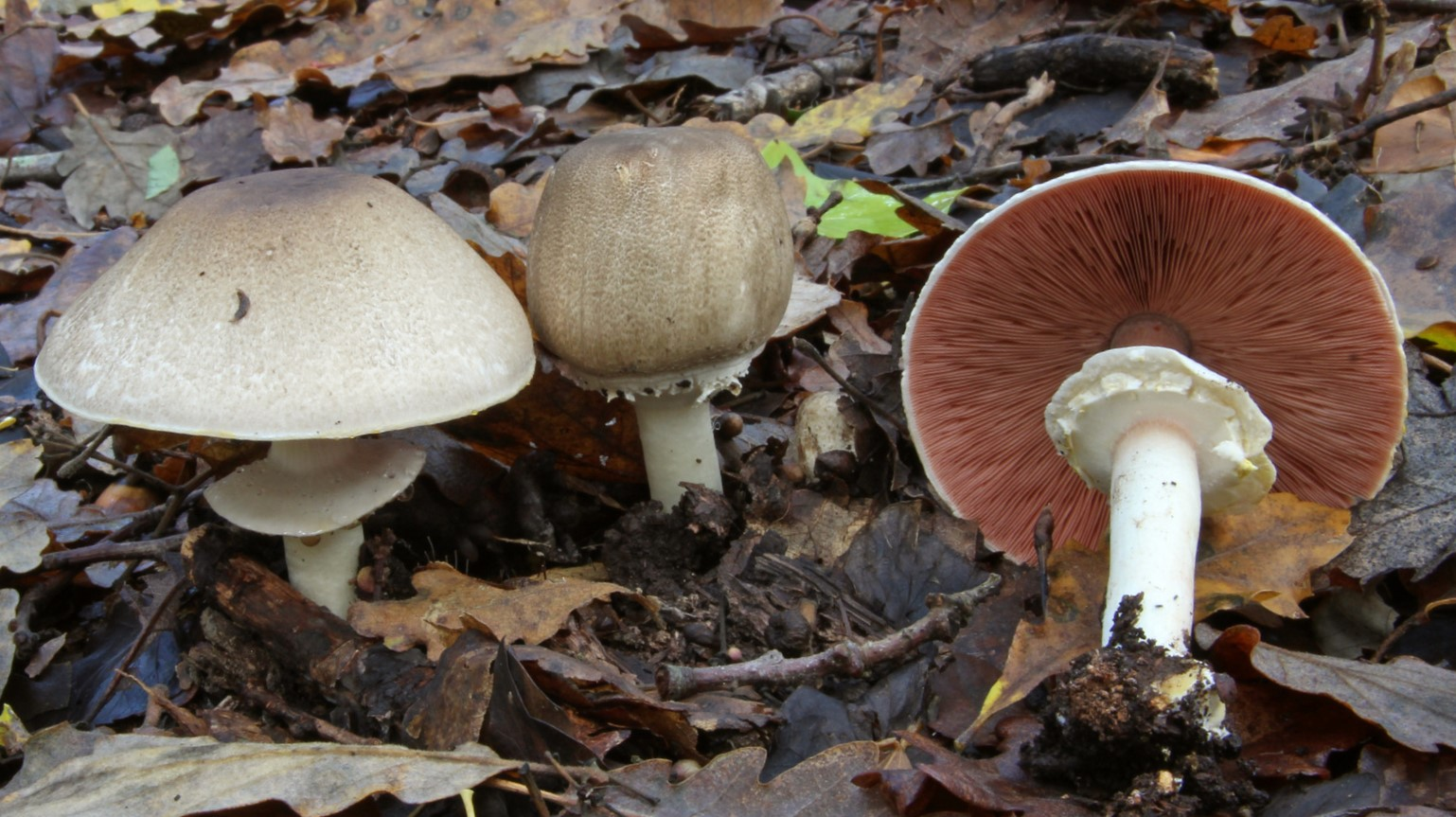
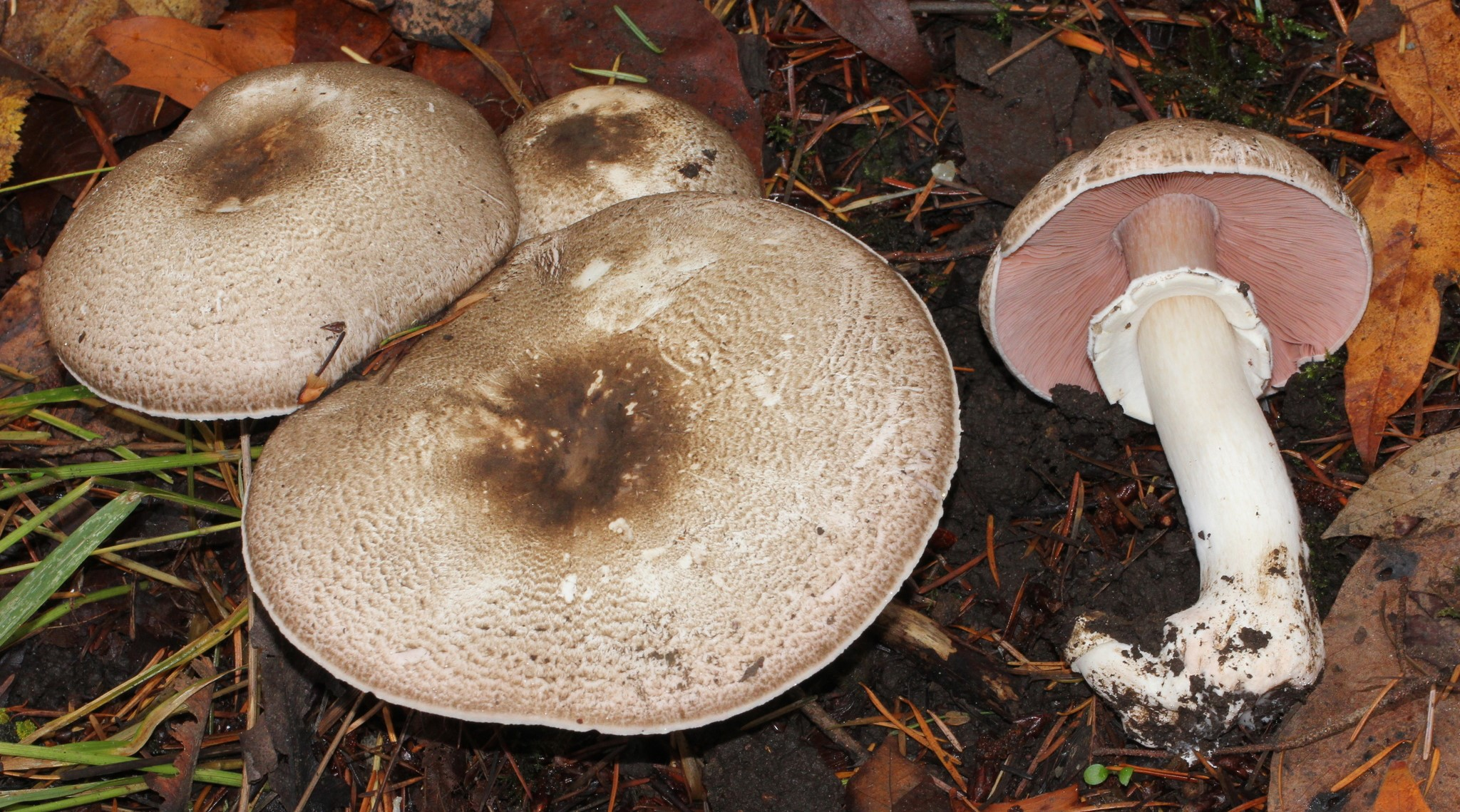
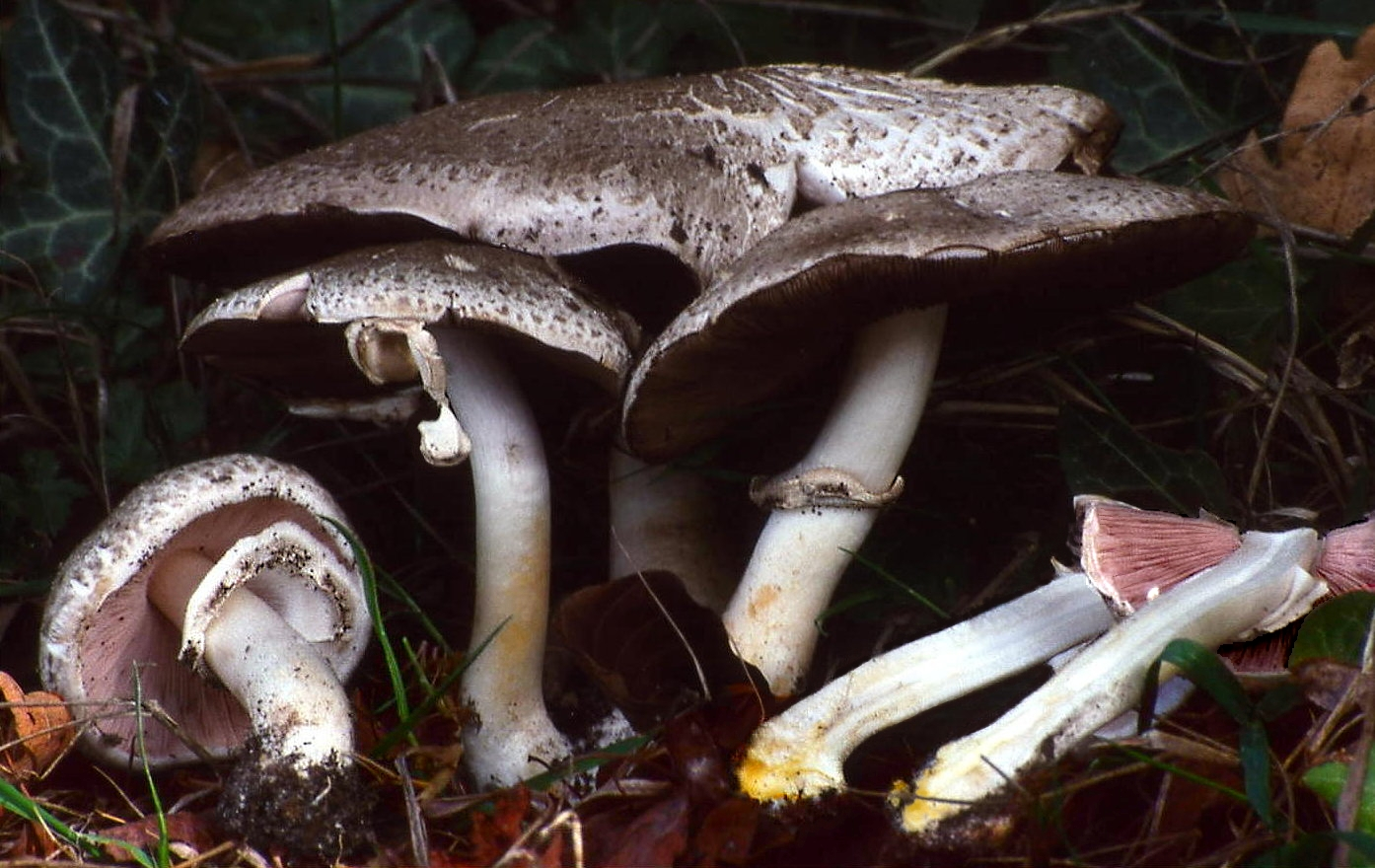

## Variétés et formes
Agaricus moelleri var. terricolor est plus sombre.

## Habitat et distribution
C'est une espèce venant dans les bois de feuillus, plutôt sur sol calcaire. En lisière de forêt, dans les parcs et parfois les prairies sur sol frais riche en humus.

## Toxicité
L'Agaric pintade est toxique.

## Confusions possibles
- Agaricus phaeolepidotus à jaunissement peu intense et écailles brun rougeâtre[2].
- Agaricus parvitigrinus est plus petit et a des mèches plus dispersées[5].